# Georgeta Hurmuzachi
Georgeta Hurmuzachi (Rumania, 23 de enero de 1936) fue una gimnasta artística rumana, que participó en las Olimpiadas de Melbourne de 1956.

## Carrera deportiva
En las Olimpiadas de Melbourne 1956 ayuda a su equipo a lograr el bronce, quedando situadas en el podio tras las soviéticas (oro) y las húngaras (plata), y siendo sus compañeras de equipo: Sonia Iovan, Elena Leuşteanu, Elena Mărgărit, Elena Săcălici y Emilia Vătăşoiu. 